# Photo Élysée
Pour les articles homonymes, voir Élysée.
Photo Élysée (anciennement « Musée de l'Élysée - Musée cantonal pour la photographie ») est un musée consacré la photographie situé à Lausanne, en Suisse.
Fondé en octobre 1985 par Charles-Henri Favrod, le musée est installé dans la campagne de l'Élysée jusqu'en septembre 2020. En juin 2022, il rouvre ses portes au cœur de Plateforme 10, le nouveau quartier des arts de Lausanne situé à côté de la gare, dans un bâtiment conçu par les architectes portugais Aires Mateus et partagé avec le mudac (Musée cantonal de design et d'arts appliqués contemporains).

## Historique

### Campagne de l'Élysée
Photo Élysée était d'abord logé dans la campagne de l'Élysée, une maison de maître construite entre 1780 et 1783 par l'architecte lausannois Abraham Fraisse (de) pour le compte d'Henri de Mollins, officier suisse au service de la couronne de Hollande et major du contingent de Lausanne. À l’image des grandes propriétés de campagnes de la fin du XVIIIe siècle, habitées de préférence durant les mois d'été et d'automne, celle de l'Élysée (baptisée ainsi en 1834), est agrémentée d'un vaste parc dominant le lac Léman.
Parmi les hôtes célèbres de la maison, Mme de Staël y a donné en 1807 des représentations d'Andromaque, avec Benjamin Constant et Mme Récamier. Citons divers propriétaires notables : le banquier William Haldimand (1784-1862), Victor de Constant (1814-1902) - frère du photographe Adrien Constant de Rebecque, dit Constant Delessert (1806-1876), et le comte Henri Chevreau d'Antraigues. Le bâtiment, son jardin et ses dépendances, de même que le musée, sont inscrits comme biens culturels suisses d'importance nationale.

### Musée
En 1971, la maison est achetée par l'État de Vaud, entièrement restaurée et en partie aménagée en musée. Avant 1985, elle accueille un Cabinet des estampes. Celui-ci est transféré à Vevey, au musée Jenisch, après que Charles-Henri Favrod a fondé le musée de l'Élysée, un musée pour la photographie, en octobre 1985.

### Plateforme 10
En septembre 2020, le Musée de l'Elysée ferme pour préparer son déménagement dans un nouveau bâtiment partagé avec le mudac (Musée cantonal de design et d'arts appliqués contemporains) au sein du pôle muséal Plateforme 10. Pendant les vingt et un mois de la fermeture, le musée s'associe avec le quotidien suisse Le Temps pour tenir l'Elysée hors champ, un journal en ligne sur les coulisses du déménagement. En septembre 2021, l'institution prend le nouveau nom de Photo Elysée. La réunion du Musée cantonal des Beaux-Arts (MCBA), Photo Elysée et du mudac, complétée par les fondations Toms Pauli et Félix Vallotton, forme une surface de 25 000 m2 consacrée aux arts au cœur de la ville de Lausanne.

### Direction
- 1985–1994 : Charles-Henri Favrod
- 1995–2009 : William A. Ewing
- 2010–2014 : Sam Stourdzé[8]

Tatyana Franck devient directrice de l'institution à 30 ans. Elle quitte la direction du musée début 2022 pour prendre celle du French Institute Alliance Française. Nathalie Herschdorfer est retenue parmi une cinquantaine de candidatures et devient la directrice actuelle du musée à partir de juin 2022 .

## Collection
La collection du musée est composée d'ensembles significatifs aussi bien de photographes connus à l'échelle internationale comme Geraldo de Barros, Mario Giacomelli, Gabriel Lippmann, Pieter Hugo ou John Philipps que de photographes suisses tels Paul Vionnet, Constant Delessert, Hans Steiner ou Jean Mohr. Photo Élysée s'engage aussi auprès de la jeune photographie contemporaine qu'il soutient en accompagnant certains artistes à long terme.

### Photographes de la collection
En 2017, la collection de Photo Élysée comprend un peu plus de 199 000 tirages positifs de photographies anciennes, modernes et contemporaines. Elle couvre une grande variété de procédés du XIXe au XXIe siècle, du daguerréotype au tirage numérique.

### Fonds et archives
Photo Elysée conserve et met en valeur les ensembles et les fonds d'archives qui lui ont été confiés, comme ceux de Nicolas Bouvier, René Burri, Charlie Chaplin, Marcel Imsand, Lehnert & Landrock, Ella Maillart, Sabine Weiss, Suzi Pilet ou Jan Groover. Les tirages, négatifs, planches contacts ou autre type de document sont analysés, étudiés, catalogués, numérisés, restaurés, protégés et archivés.
La fondation René Burri est créée en 2013 avec le Musée de l'Elysée comme membre de son conseil. Une convention de dépôt est signée peu après entre les deux institutions, concluant l'arrivée au musée du fonds du photographe zurichois. Il comprend des planches-contact ainsi que des tirages vintage ou originaux, divers papiers et scans. Le fond est constitué de 30 000 images en noir et blanc et en couleur, selon une estimation du directeur du musée, avec une marge d'erreur comprise entre 30 et 50%.
En 2017, le musée a été choisi pour accueillir le fonds d'archives de Sabine Weiss et l'a réceptionné début 2024. L'ensemble comprend environ 200 000 négatifs, 7 000 planches-contact, 2 000 diapositives, ainsi que des photographies et divers documents d'archive.

## Expositions
- 2022-2023
  - Joseph Koudelka. Ikonar[16]
  - #Ukraine. Images de la guerre[17]
- 2023
  - Laia Abril. De l'hystérie de masse[18]
- 2023 à 2024
  - Richard Mosse. Broken Spectre[19]

### 2023
Le musée propose une monographie de Virginie Otth, photographe et plasticienne romande, intitulée Un lac dans l'œil. Dans les séries présentées, qui traitent de la question du regard et de la perception, quatre oeuvres sont inédites et une est un film sur l'image en tant qu'objet, une première pour l'artiste. Photo Elysée expose aussi Multiple/désirs, une œuvre monumentale sur le désir féminin, dont il a fait l'acquisition.

### 2024
L'exposition rétrospective itinérante dédiée à Daidō Moriyama et conçue en 2022 par l'Instituto Moreira Salles de São Paulo arrive à Photo Elysée. Depuis sa première série majeure Accident: Premeditated or not réalisée en 1969, jusqu'à sa participation à la revue et collectif Provoke, l'exposition suit l'évolution du photographe japonais mais aussi de la société nippone,. Des photographies en couleur, rares dans la production de Daidō Moriyama, et retrouvées dans des archives à Tokyo, sont aussi exposées.
Le musée présente l'exposition Sabine Weiss x Nathalie Boutté pour célébrer le centenaire de la naissance de la photographe franco-suisse. Plus d'une centaine d'œuvres issues de son fonds d'archives légué au musée est mis en dialogue avec des collages papiers de la plasticienne Nathalie Boutté réalisés pour l'occasion. L'exposition met en lumière la carrière prolifique et très diversifiée de Sabine Weiss.

## Événements

### Nuit des images
Dans l’esprit des Nuits de la photo, la Nuit des images a lieu fin juin dans les jardins du musée jusqu'en 2020.

### Prix Elysée
Depuis 2014, Photo Elysée décerne le Prix Elysée.

#### Lauréats
- 2015 : Martin Kollar, Provisional Arrangement[25]
- 2017 : Matthias Bruggmann, A haunted World where it never shows[26]
- 2019 : Luis Carlos Tovar, My Father's Garden[27]
- 2021 : Kurt Tong, Dear Franklin[28]
- 2023 : Debi Cornwall, Citoyens modèles[29]

## Distinction
- 2016 : Lucies Awards, Spotlight Award[30]